# Авторское право в Республике Корея
Авторское право в Республике Корея регулируется Законом об авторском праве 1957 года (кор. 대한민국의 저작권법). Несколько раз в него вносились изменения, последними из которых в 2009 году были включены положения о дозированном ответе («правило трёх ошибок») за нарушения авторских прав в Интернете.

## История
Концепция авторского права впервые появилась в корейских документах в 1884 году. История корейского авторского права датируется 1908 годом, когда во время японской оккупации Кореи было подписано международное соглашение между США и Японией, касавшееся защиты промышленной собственности в Корее (англ. Protection of Industrial Property in Korea). Главный современный закон Республики Корея в сфере авторского права, Закон об авторском праве (кор. 대한민국의 저작권법), был подписан 28 января 1957 года. Этот закон защищал работы в течение жизни автора и 30 лет после его смерти и включал в себя положения о добросовестном использовании. Более поздние версии также имели положения по таким вопросам, как моральные права.
В закон были внесены 14 поправок, включая две консолидации (в 1986 и 2006 годах). Поправки 1986 года увеличили период действия авторских прав до 50 лет после смерти автора и включали в себя другие изменения, приводившие корейское законодательство в сфере авторского права в соответствие с Всемирной конвенцией об авторском праве. По состоянию на 1999 год, нарушения авторских прав преследовались тюремным заключением сроком до трёх лет и штрафом до трёх миллионов корейских вон. По состоянию на 2012 год, в консолидированную версию закона от 2006 года в последний раз вносились изменения законопроектом № 9265 от 22 апреля 2009 года.
Поправки от 2009 года дают правительству (представленному Министерством культуры, спорта и туризма Республики Корея и Корейской комиссией по авторскому праву) полномочия удалять нелегальные воспроизведения работ, уведомлять нарушителей авторских прав и ограничивать доступ к нарушающим авторские права пользователям, что является реализацией дозированного ответа («правила трёх ошибок»). Статья 133bis Закона об авторском праве позволяет Корейской комиссии по авторскому праву требовать, чтобы интернет-провайдеры приостановили доступ к Интернету нарушителям авторских прав, определяемым комиссией, на 6 месяцев, и обновить этот запрос, если министерство также поддерживает его; провайдеры обязаны исполнить запрос министерства или они могут быть подвергнуты штрафу. Тем не менее, учётные записи электронной почты не могут быть приостановлены.
Законодательство в сфере авторского права в Республике Корея стало со временем более жёстким. В 1950-х годах общественное мнение в Южной Корее не считало такие действия, как копирование книги, эквивалентными краже. Закон 1957 года применялся очень редко, что изменилось только после поправок 1986 года. С этого момента корейское законодательство было исправлено несколько раз, чтобы защитить интересы различных индустрий, создающих защищённые авторским правом работы, и привести корейское законодательство в соответствие с международными стандартами, такими как стандарты Всемирной организации интеллектуальной собственности (ВОИС). Число дел и решений, касавшихся авторских прав, значительно выросло с 1986 года. Йом Кью-хо (кор. 염규호) отмечает, что с 1980-х годов законодательство в сфере авторского права перестало быть «широко игнорируемым юридическим понятием» и стало «горячо обсуждаемой концепцией за и в пределах суда».
Хотя корейское законодательство в сфере авторского права и имеет особые характеристики, оно создавалось под влиянием внешних примеров — в особенности законодательства США.

## Критика
Поправки 2009 года вызвали критику от различных организаций, включая Electronic Frontier Foundation. Критики считают, что действующий закон об авторском праве предоставляет слишком много полномочий удерживающим авторские права, что может повредить корейской конкурентоспособности и культуре, и де-факто ограничивает свободу слова и, тем самым, способствует развитию интернет-цензуры в Южной Корее. Сотни корейских интернет-пользователей были ограничены в доступе к Интернету после одного, а не трёх предупреждений, половина из них нарушила авторские права на материалы стоимостью меньше 90 американских центов. В марте 2013 года Национальная комиссия по правам человека в Корее рекомендовала пересмотр поправок 2009 года, отмечая, что их преимущества слабо описаны, в то время как они предоставляют серьёзные опасения в отношении культурного самовыражения и прав человека.